# 上甲俊史
上甲 俊史（じょうこう としふみ、1953年または1954年 - ）は、日本の地方公務員。愛媛県参与、副知事、愛媛県信用保証協会会長を歴任。勲位は瑞宝中綬章。

## 人物・経歴
同県鬼北町出身。愛媛県庁入庁、同県県民環境部長や総務部長を経て、2014年 (平成26年) 4月 同県参与。同年8月 上甲啓二の後任として中村時広知事から副知事に任命された。2018年7月、元経済労働部長の神野一仁を後任に任期満了退任し、同年8月 特別参与。自転車新文化の普及や原子力防災・安全対策の推進などに貢献した。退任後は愛媛県信用保証協会会長を務めた。

## 栄典
- 2024年4月 令和6年春の叙勲で瑞宝中綬章を受章[1]